# Робледо-дель-Масо
Робледо-дель-Масо (ісп. Robledo del Mazo) — муніципалітет в Іспанії, у складі автономної спільноти Кастилія-Ла-Манча, у провінції Толедо. Населення — 371 особа (2010).
Муніципалітет розташований на відстані близько 140 км на південний захід від Мадрида, 80 км на захід від Толедо.
На території муніципалітету розташовані такі населені пункти: (дані про населення за 2010 рік)
- Лас-Унфріас: 61 особа
- Навальторіль: 44 особи
- П'єдраескріта: 26 осіб
- Робледільйо: 20 осіб
- Робледо-дель-Масо: 220 осіб

## Демографія
Динаміка населення (INE ):

## Галерея зображень

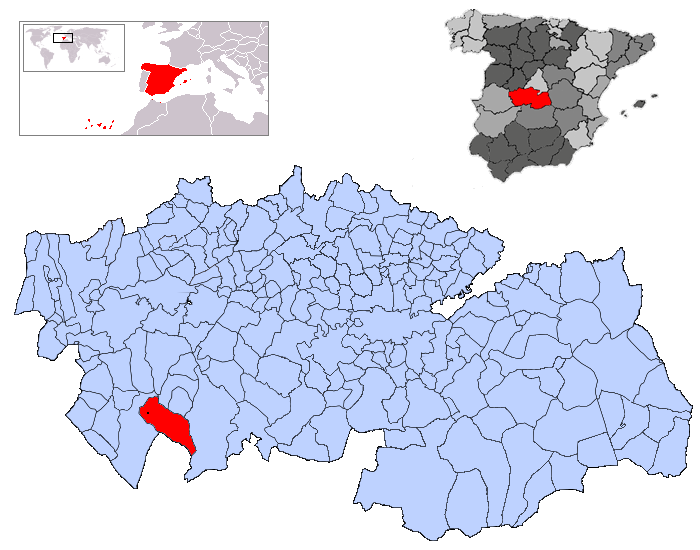
Розташування муніципалітету у провінції Толедо